# Collooney
Collooney (in gaelico irlandese Cúil Mhuine, che significa angolo del boschetto) è un villaggio situato nella contea di Sligo, Irlanda.

## Infrastrutture e trasporti

### Ferrovie
Collooney possiede l'omonima stazione, situata sulla ferrovia Dublino-Sligo, aperta il 3 dicembre 1862.

### Strade
Collooney si trova appena al di fuori delle strade N4 (da Dublino a Sligo) e N17 (da Sligo a Galway), ed è il punto d'incontro di entrambe le strade.

## Controversia
Nonostante la presenza di un grande parcheggio, di un centro commerciale, di una fermata degli autobus, di tenute multiple, di una fermata ferroviaria e anche di un castello, gli abitanti continuano a sostenere di vivere in un villaggio.